# Joker Marchant Stadium
 (mars 2025).
Le Joker Marchant Stadium est un stade de baseball situé à Lakeland en Floride. 
Cette enceinte inaugurée en 1966 est utilisée par la franchise de MLB des Detroit Tigers afin de préparer ses saisons pendant les mois de février et de mars. Les Tigers sont basés à Lakeland depuis 1934 pour le Spring Training et utilisent le Henley Field entre 1934 et 1966 avant de disposer de la nouvelle enceinte de Joker Marchant Stadium. En 2003, une rénovation pour 11 millions de dollars est réalisée.
Les Lakeland Flying Tigers qui évoluent en Ligue de l'État de Floride et les Gulf Coast League Tigers (Gulf Coast League) utilisent ce stade le reste de la saison.
Dimensions du terrain : champ gauche 340 ft., champ centre 420 ft. et champ droit 340 ft.